# Preishac (Gironda)
Preishac (en francès Préchac) és un municipi francès situat al departament de la Gironda i a la regió de la Nova Aquitània.

## Demografia
| 1962                                       | 1968  | 1975  | 1982 | 1990 | 1999  | 2007  |
| ------------------------------------------ | ----- | ----- | ---- | ---- | ----- | ----- |
| 964                                        | 1.050 | 1.007 | 953  | 985  | 1.017 | 1.017 |
| Des de 1962: població sense dobles comptes |       |       |      |      |       |       |

## Administració
| Període | Identitat         | Partit |
| ------- | ----------------- | ------ |
| 2008-   | Sandra Bouteiller | UMP    |